# دون روبرتسون (لاعب كرة قاعدة)
دون روبرتسون (بالإنجليزية: Don Robertson)‏ هو لاعب كرة قاعدة أمريكي، ولد في 15 أكتوبر 1930 في هارفي في الولايات المتحدة.